# Schwedische Westindien-Kompanie

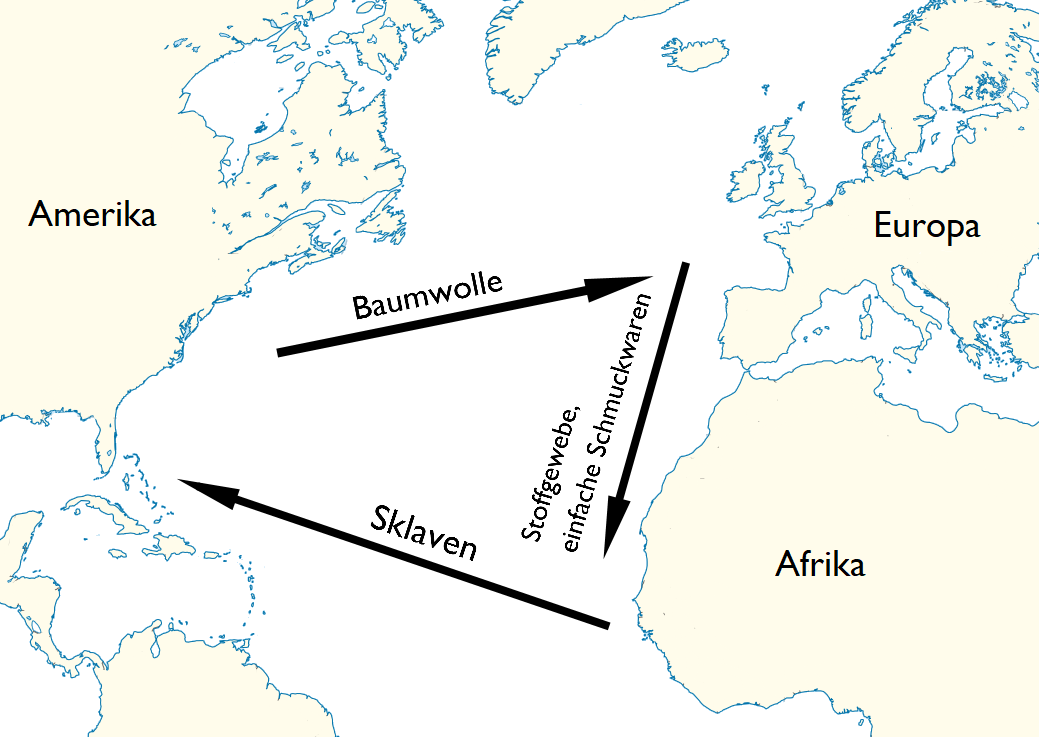
Darstellung des Atlantischen Dreieckshandels

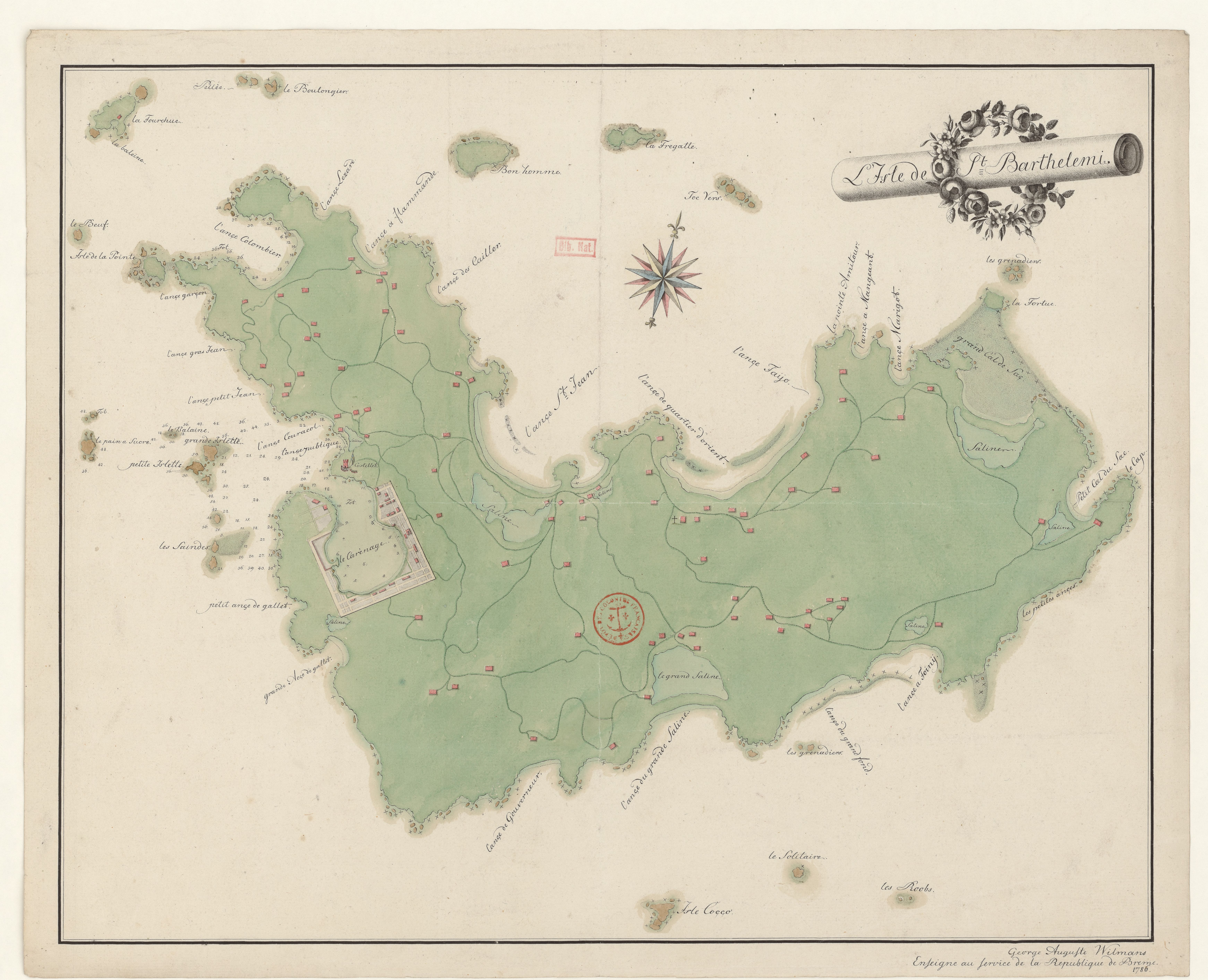
Karte von Saint-Barthélemy aus dem Jahr 1786

Die Schwedische Westindien-Kompanie (schwedisch Svenska Västindiska Kompaniet) war eine Handelskompanie, die von 1786 bis 1805 den Handel zwischen Schweden und Westindien durchführte.

## Geschichte
1784 hatte Frankreich im Tausch für Handelsrechte in Göteborg Schweden die kleine karibische Insel Saint-Barthelemy überlassen. Damit war ein Stützpunkt für den schwedischen Handel in Westindien geschaffen. Zu dessen Abwicklung gründeten die Stockholmer Großkaufleute Thomas Tottie, Karl Arfwedson, Carl Christopher Arfwedson, David Schinkel, Niclas Pauli und Lars Reimer die Svenska Västindiska Kompaniet als ein privates Unternehmen. König Gustav III. und vor allem sein Außenminister Johan Liljencrantz unterstützten das Vorhaben. Die Charta der Schwedischen Westindien-Kompanie, die vom König bestätigte Gründungsurkunde vom 31. Oktober 1786, bestimmte u. a.:
- Sitz der Gesellschaft war Stockholm. Das operative Geschäft wurde von Gustavia, so der neue Name des Hauptortes von Saint-Barthelemy, aus geführt.
- Für die Dauer von 15 Jahren gewährte der schwedische König der Gesellschaft das Monopol auf den Handel zwischen Schweden und Saint-Barthelemy.
- Dem König standen 10 % der Aktien zu, er war damit der größte Aktionär.
- Der König erhielt ein Viertel der Gewinne, drei Viertel gingen an die anderen Anteilseigner.
- Als Termin des Geschäftsbeginns wurde der 1. Januar 1787 bestimmt. Von diesem Tag an konnten Aktien gezeichnet werden.
- § 14 der Charta lautete: „Die Kompanie darf Sklavenhandel in Angola und an der afrikanischen Küste betreiben, sofern es dort erlaubt ist.“
- Die Gesellschaft sollte an der Verwaltung der Kolonie Saint-Barthélemy beteiligt werden, sofern dies die Erträge aus Schifffahrt und Handel betraf. Es zeigte sich bald, dass diese Bestimmung zu Konflikten mit dem Gouverneur der Insel führte.

Die Erwartungen an schnelle Gewinne und einträgliche Geschäfte erfüllten sich nicht. Die Gesellschaft fuhr stattdessen Verluste ein und erbat bereits im Jahre 1794 Zuschüsse der schwedischen Regierung. Gleichwohl entschloss man sich 1801 in der Hoffnung auf bessere Zeiten, eine Verlängerung des am Jahresende auslaufenden Handelsmonopols zu beantragen. Anhaltend hohe Verluste an Schiffen durch Kaperei und die insbesondere nach dem Beitritt Schwedens zur Koalition gegen Napoleon zunehmenden Schwierigkeiten bzw. Verbote, bestimmte Waren (zumal Kaffee) nach Schweden einzuführen, führten 1805 zur Auflösung der Gesellschaft.